# Бирк, Константин Александрович
Константи́н Алекса́ндрович Бирк (17 января 1913, Казань — 24 мая 1985, Москва) — советский боксёр средней, полутяжёлой и тяжёлой весовых категорий, выступал на всесоюзном уровне во второй половине 1930-х годов. На соревнованиях представлял команду ЦСКА, многократный призёр чемпионатов СССР. Также известен как тренер по боксу, личный тренер Андрея Абрамова, Юрия Радоняка и Алексея Киселёва, судья всесоюзной категории.

## Биография
Родился 17 января 1913 года в Казани.
Активно заниматься боксом начал в раннем детстве, проходил подготовку в боксёрской команде ЦСКА. Первого серьёзного успеха на ринге добился в 1935 году, когда на первенстве СССР завоевал бронзовую медаль в тяжёлой весовой категории. Год спустя перешёл в полутяжёлый вес и занял в зачёте национального чемпионата второе место, уступив чемпионское звание заслуженному мастеру спорта Виктору Михайлову, а ещё через год добыл бронзу в среднем весе. На чемпионатах Советского Союза в последний раз выходил на ринг в качестве действующего спортсмена в 1939 году — вновь получил бронзовую награду. В мае 1942 года выступал на чемпионате Москвы в полутяжёлом весе, проиграв в финале Виктору Михайлову. В июле 1942 года вновь уступил В. Михайлову в бою за звание лучшего боксёра Москвы в полутяжёлом весе.
В послевоенные годы Бирк добился немалого успеха как тренер по боксу. За долгие годы тренерской деятельности в армейской боксёрской секции он воспитал многих талантливых бойцов, в том числе его подопечными были трёхкратный чемпион Европы Андрей Абрамов, финалисты Олимпийских игр Юрий Радоняк и Алексей Киселёв. За подготовку выдающихся спортсменов в 1963 году удостоен почётного звания «Заслуженный тренер СССР». Помимо тренерской работы участвовал в боксёрских матчах в качестве судьи всесоюзной категории.
Умер 24 мая 1985 года в Москве, похоронен на Ваганьковском кладбище, участок № 40.